# Driehuizen (Schermer)
Pour les articles homonymes, voir Driehuizen.

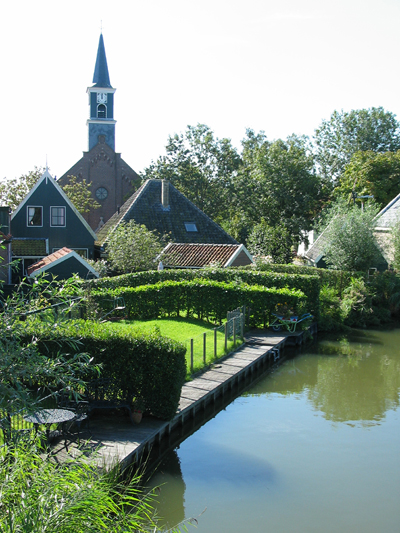
Vue de Driehuizen

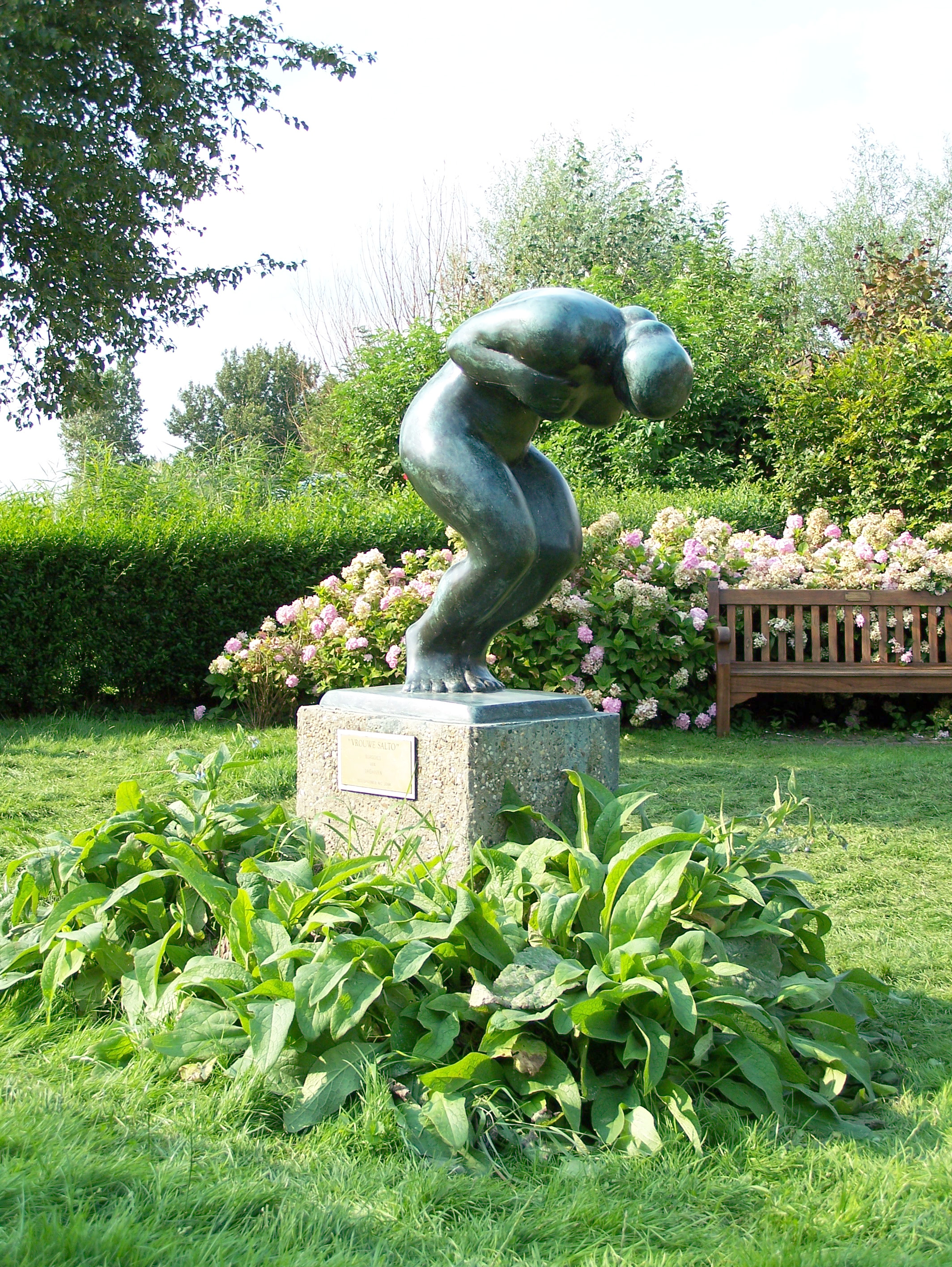
Vrouwe Salto sculpture de Nic Jonk à Driehuizen

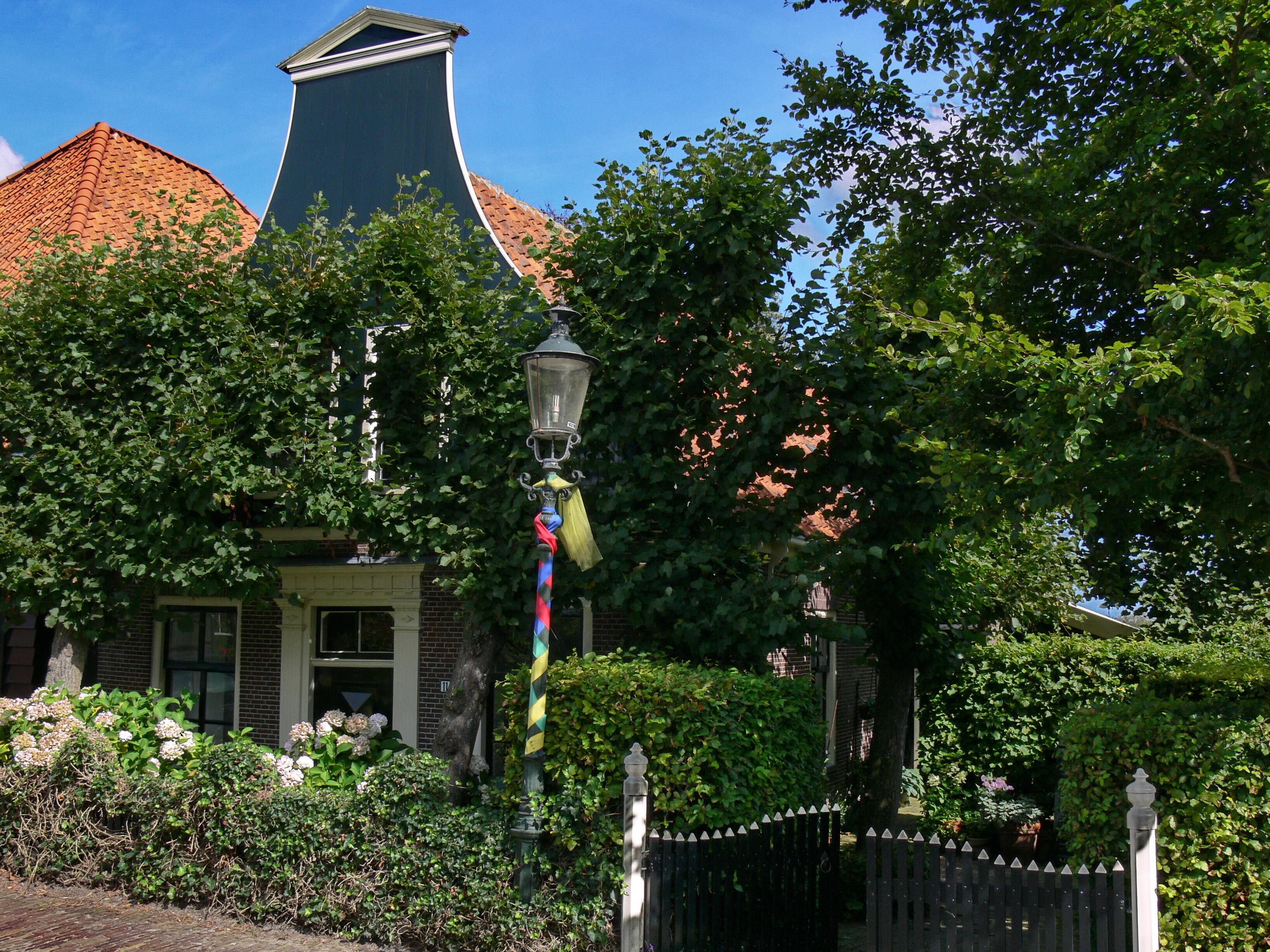
Maison à pignon de bois peint au numéro 11

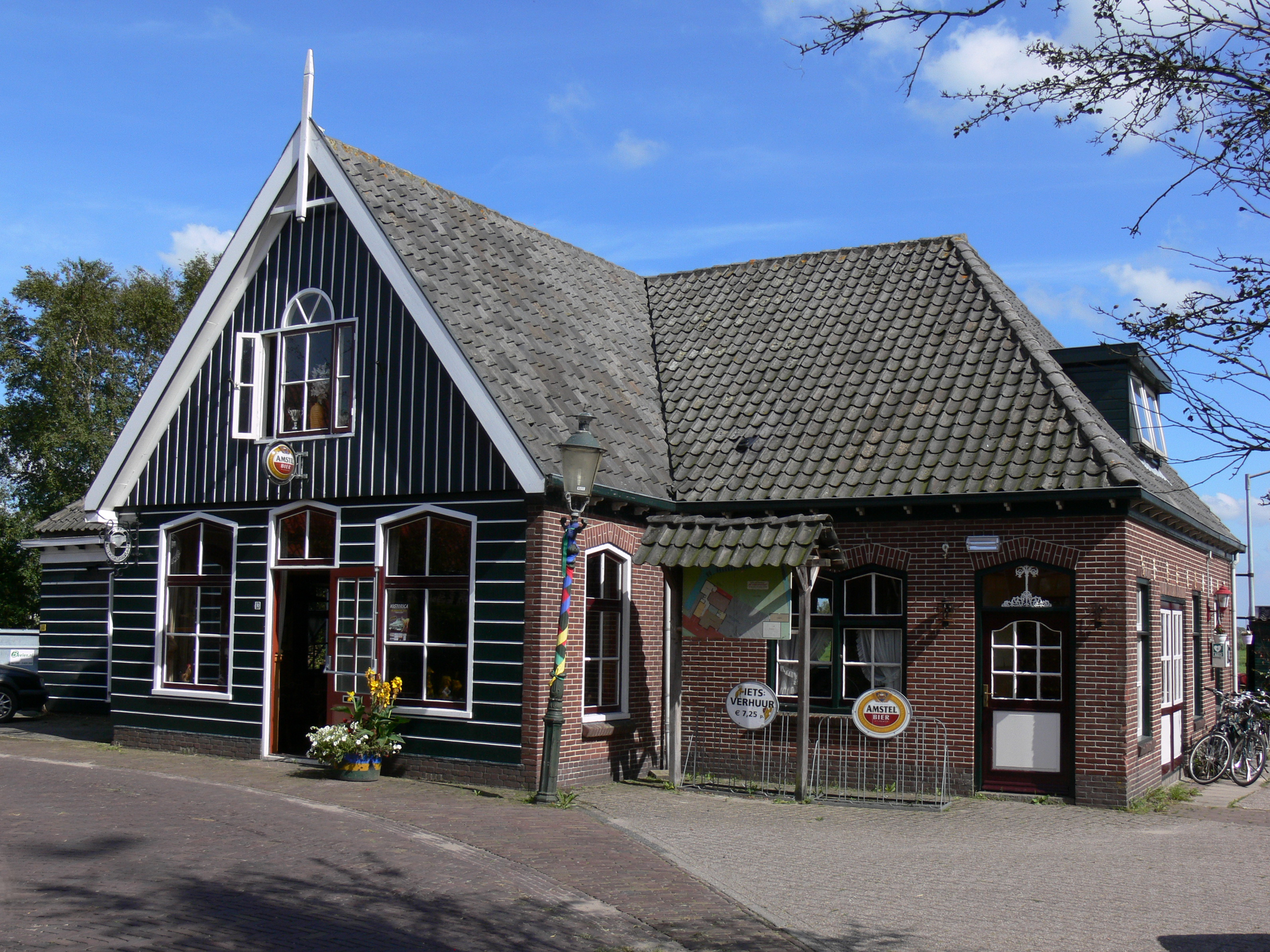
Café restaurant de vriendschap

Driehuizen est un village situé dans la commune néerlandaise de Alkmaar, dans la province de la Hollande-Septentrionale.